# واکسیناسیون کووید-۱۹ در ترکیه
واکسیناسیون کووید-۱۹ در ترکیه در ۱۴ ژانویه ۲۰۲۱، پس از تأیید وزارت بهداشت ترکیه برای واکسن کروناواک آغاز شد. تا ۱۳ سپتامبر ۲۰۲۱، ۵۱٬۵۳۶٬۰۱۳ نفر اولین دز خود را دریافت کرده‌اند و ۴۰٬۳۰۵٬۷۱۲ نفر نیز کاملاً واکسینه شده‌اند.

## تاریخچه
در ۲۵ نوامبر، فخرالدین کجا وزیر بهداشت ترکیه اعلام کرد که با شرکت سینوواک برای واکسن کووید-۱۹ توافق شده و ۱۰ میلیون دز واکسن ارائه می‌شود. در ۳۰ دسامبر ۲۰۲۰، اولین دسته از واکسن‌های کروناواک از طریق هوا به ترکیه آورده شد. واکسن‌های آورده شده توسط آژانس داروها و تجهیزات پزشکی ترکیه به مدت دو هفته مورد تجزیه و تحلیل قرار گرفت. تأیید استفاده اضطراری برای واکسن داده‌شد. فرایند واکسیناسیون در ترکیه در ۱۳ ژانویه ۲۰۲۱ آغاز شد و وزیر بهداشت ترکیه، فخرالدین کجا و اعضای کمیته علمی به‌طور زنده واکسینه شدند تا شهروندان را به واکسیناسیون ترغیب کنند.
در ۲۵ دسامبر ۲۰۲۱، وزیر بهداشت ترکیه کجا، اعلام کرد که ۴٫۵ میلیون دز واکسن فایزر–بیوان‌تک تا پایان ماه مارس تحویل داده می‌شود. در ۲۴ مارس، ۱٫۴ میلیون دز واکسن به ترکیه رسید. ۱۲ آوریل ۲۰۲۱ واکسن فایزر–بیوان‌تک شروع به استفاده کرد.
در ۲۸ آوریل ۲۰۲۱، وزیر بهداشت ترکیه کجا، اعلام کرد که ۵۰ میلیون دز واکسن اسپوتنیک وی امضا شده‌است. در ۳۰ آوریل، واکسن اسپوتنیک وی برای استفاده اضطراری تأیید شد. اولین محموله در ۱۴ ژوئن انجام شد.
در ۳۰ ژوئن ۲۰۲۱، وزیر بهداشت ترکیه کجا، اعلام کرد که تصمیم گرفته شد افراد بالای ۵۰ سال و کارکنان مراقبت‌های بهداشتی باید دز سوم واکسن را دریافت کنند.
در ۱۶ اوت ۲۰۲۱، به دلیل تقاضای دو دز واکسن فایزر–بیوان‌تک توسط برخی کشورها هنگام عزیمت به خارج از کشور، حق دز چهارم واکسن برای افرادی که دو دز سینوواک و یک دوز بیوان‌تک دریافت کرده بودند، تعیین شد.

## کمپین واکسن
نقاط عمومی با حضور شنر شن، هالوک بیلگینر، زینب باستیک، جم ییلماز، هایکو جپکین، ایلبر اورتایلی، آجون ایلیجالی، انگین آلتان، کیوانچ تاتلیتوغ، جدی عثمان، اوکان بایولگن، ازگی مولا و محمت آز برای کمپین واکسیناسیون توسط وزارت بهداشت ترکیه آماده شده‌است.

## بحث‌ها
از زمانی که فخرالدین کجا وزیر بهداشت ترکیه در ۲۵ نوامبر اعلام کرد که با سینوواک برای واکسن کووید-۱۹ توافق شده‌است و ۱۰ میلیون دز واکسن ارائه می‌شود، بحث‌های مختلفی وجود دارد. ادعا شده‌است که واکسن کروناواک ناکافی و غیرقابل اعتماد است زیرا مطالعات فاز ۳ انجام نشده‌است. کارو پایلان، معاون HDP استانبول پیشنهاد کرد ۱۵ میلیارد لیر به بودجه وزارت بهداشت ترکیه اضافه شود و واکسن آلمانی (فایزر–بیوان‌تک) به جای واکسن با منشأ چینی (کروناواک) بر شهروندان به صورت رایگان اعمال شود، اما این پیشنهاد رد شد.
در ۹ دسامبر ۲۰۲۰، مورات امیر، معاون CHP آنکارا مدعی شد که واکسن کووید-۱۹، که از چین گرفته شده‌است، به ترکیه رسیده‌است و به مدت ۱۰ روز در اختیار سیاستمداران عضو حزب عدالت و توسعه و بستگان آن‌ها قرار داده شده‌است. وزیر بهداشت ترکیه کجا، این ادعا را رد کرد.
در ۲۵ دسامبر ۲۰۲۰، وزیر بهداشت ترکیه اعلام کرد که واکسن فایزر–بیوان‌تک نیز وارد ترکیه می‌شود. کجا گفت: "۴٫۵ میلیون دز واکسن تا پایان ماه مارس به کشور ما تحویل داده می‌شود." "طبق توافق ما، با توافق طرفین، می‌توان حداکثر ۳۰ میلیون دز واکسن را با شرایط مشابه تهیه کرد. ” با این حال، تا پایان ماه مارس، وزیر بهداشت ترکیه کجا، اعلام کرد که ۱٫۴ میلیون دز واکسن فایزر–بیوان‌تک وارد ترکیه شده‌است.
در ژانویه ۲۰۲۱، واکسیناسیون، که برنامه‌ریزی شده بود در ۲۳ دسامبر آغاز شود، هنوز شروع نشد و واکنش‌هایی را در پی داشت.
به گفته شبنم کورور فینجانجی، رئیس شورای مرکزی انجمن پزشکی ترکیه در ۲۶ ژانویه ۲۰۲۱، اگر روزانه ۱۰۰ هزار واکسیناسیون انجام شود، تنها ۱۰ میلیون نفر می‌توانند در سه ماه واکسینه شوند. او گفت که این رقم برای مصونیت جامعه کافی نیست.
در ۲۳ فوریه ۲۰۲۱، کمال قلیچ‌داراوغلو رئیس CHP مدعی شد که ۱۲ میلیون دلار برای ۱ میلیون دز واکسن رایگان پرداخت شده‌است. در ۶ مارس ۲۰۲۱، فخرالدین کجا وزیر بهداشت ترکیه ادعای کمال قلیچ‌داراوغلو رئیس CHP را رد کرد و قلیچ‌داراوغلو را متهم کرد که برنامه واکسیناسیون خود را به خطر انداخته‌است. کجا گفت: «مطلقاً هیچ توافق‌نامه واکسن رایگان بین ما و چین وجود نداشت و دولت ما هیچگونه پرداختی غیر از قیمت‌های توافق شده با سینوواک انجام نداد.»
فخرالدین کجا وزیر بهداشت ترکیه در ۲۵ فوریه گفت: «نکته مهم برای ما این است که بتوانیم این فرایند واکسیناسیون را در آوریل، حداکثر در ماه مه به پایان برسانیم. در مجموع، ما می‌دانیم که تا پایان آوریل، حداکثر تا پایان ماه مه، به ۱۰۵ میلیون دز واکسن خواهیم رسید.» کجا در ۱۱ مارس گفت: «اگر ما ۵۰ میلیون نفر از مردم را قبل از پاییز واکسینه کنیم، این اپیدمی فشار سنگینی نخواهد داشت.» هنگامی که تقویم واکسیناسیون که توسط وزیر کجا به عنوان «بهار» اعلام شد به «پاییز» موکول شد، واکنشی نشان داد.
پس از تصمیم‌گیری برای واکسیناسیون دز چهارم، پروفسور دکتر اسین داووت‌اوغلو شنول گفت: «در حال حاضر هیچ شواهد مستقیمی برای دزهای مکرر غیر از داده‌های غیرمستقیم وجود ندارد.» از سوی دیگر، پروفسور دکتر کیهان پالا گفت: «وضع مقرراتی که مبتنی بر دانش علمی نباشد بدون داده/شواهد نمونه دیگری از سوء مدیریت است.»
انتقاد شده‌است که واکسن اسپوتنیک وی، که در ۳۰ آوریل در ۳۰ ژوئیه ۲۰۲۱ تأیید استفاده اضطراری را دریافت کرد، هنوز استفاده نمی‌شود.

## واکسن‌های مورد استفاده
چندین واکسن کووید-۱۹ در مراحل مختلف توسعه در سراسر جهان وجود دارد. ترکیه در حال حاضر از ۴ واکسن مختلف استفاده می‌کند.
| واکسن         | اولین محموله   | تأیید استفاده اضطراری | وضعیت استفاده  |
| ------------- | -------------- | --------------------- | -------------- |
| کروناواک      | ۳۰ دسامبر ۲۰۲۰ | ۱۳ ژانویه ۲۰۲۱        | در حال استفاده |
| فایزر–بیوان‌تک | ۲۴ مارس ۲۰۲۱   | ۱۴ ژوئن ۲۰۲۱          | در حال استفاده |
| اسپوتنیک وی   | ۱۴ آوریل ۲۰۲۱  | ۳۰ آوریل ۲۰۲۱         | استفاده نشده   |
| تورکواک       | –              | در حال انجام          | استفاده نشده   |

## دستور واکسیناسیون
دستور واکسیناسیون مشترک توسط وزارت به شرح زیر است:
| صحنه | گروه‌ها                                                                                              | سفارش                                        | زیرگروه‌ها                                    | وضعیت             |
| ---- | --------------------------------------------------------------------------------------------------- | -------------------------------------------- | -------------------------------------------- | ----------------- |
| ۱    | آ. کارکنان موسسات بهداشتی، کارگران داروخانه                                                         | آ                                            | -                                            | واکسینه‌شده        |
| ۱    | ب. افراد مسن، معلولان، کسانی که در مکان‌هایی مانند خانه‌های حفاظتی اقامت می‌کنند و کسانی که کار می‌کنند | ب                                            | -                                            | واکسینه‌شده        |
| ۱    | ج. افراد بالای ۶۵ سال                                                                               | ج۱                                           | افراد بالای ۹۰ سال                           | واکسینه‌شده        |
| ۱    | ج. افراد بالای ۶۵ سال                                                                               | ج۲                                           | افراد ۸۵–۸۹ ساله                             | واکسینه‌شده        |
| ۱    | ج. افراد بالای ۶۵ سال                                                                               | ج۳                                           | افراد ۸۰–۸۴ سال                              | واکسینه‌شده        |
| ۱    | ج. افراد بالای ۶۵ سال                                                                               | ج۴                                           | افراد ۷۵–۷۹ ساله                             | واکسینه‌شده        |
| ۱    | ج. افراد بالای ۶۵ سال                                                                               | ج۵                                           | افراد ۷۰–۷۴ ساله                             | واکسینه‌شده        |
| ۱    | ج. افراد بالای ۶۵ سال                                                                               | ج۶                                           | افراد ۶۵–۶۹ سال                              | واکسینه‌شده        |
| ۲    | آ. اولویت بخش‌ها برای ادامه خدمات                                                                    | آ۱                                           | وزارت دفاع ملی                               | در حال واکسینه‌شدن |
| ۲    | آ. اولویت بخش‌ها برای ادامه خدمات                                                                    | آ۲                                           | وزارت کشور                                   | در حال واکسینه‌شدن |
| ۲    | آ. اولویت بخش‌ها برای ادامه خدمات                                                                    | آ۳                                           | افرادی که در ماموریت‌های حساس هستند           | در حال واکسینه‌شدن |
| ۲    | آ. اولویت بخش‌ها برای ادامه خدمات                                                                    | آ۴                                           | پلیس، امنیت خصوصی                            | در حال واکسینه‌شدن |
| ۲    | آ. اولویت بخش‌ها برای ادامه خدمات                                                                    | آ۵                                           | وزارت دادگستری                               | در حال واکسینه‌شدن |
| ۲    | آ. اولویت بخش‌ها برای ادامه خدمات                                                                    | آ۶                                           | زندان‌ها                                      | در حال واکسینه‌شدن |
| ۲    | آ. اولویت بخش‌ها برای ادامه خدمات                                                                    | آ۷                                           | بخش آموزش و پرورش                            | در حال واکسینه‌شدن |
| ۲    | آ. اولویت بخش‌ها برای ادامه خدمات                                                                    | آ۸                                           | کارگران صنایع غذایی                          | در حال واکسینه‌شدن |
| ۲    | آ. اولویت بخش‌ها برای ادامه خدمات                                                                    | آ۹                                           | کارکنان صنعت حمل و نقل                       | در حال واکسینه‌شدن |
| ۲    | ب. افراد ۵۰–۶۴ ساله                                                                                 | ب۱                                           | افراد ۶۰–۶۴ ساله                             | در حال واکسینه‌شدن |
| ۲    | ب. افراد ۵۰–۶۴ ساله                                                                                 | ب۲                                           | افراد ۵۵–۵۹ ساله                             | در حال واکسینه‌شدن |
| ۲    | ب. افراد ۵۰–۶۴ ساله                                                                                 | ب۳                                           | افراد ۵۰–۵۴ ساله                             | در حال واکسینه‌شدن |
| ۳    | آ. افراد مبتلا به بیماری مزمن                                                                       | آ۱                                           | افراد ۴۵–۴۹ ساله                             | در حال واکسینه‌شدن |
| ۳    | آ. افراد مبتلا به بیماری مزمن                                                                       | آ۲                                           | افراد ۴۰–۴۴ ساله                             | در حال واکسینه‌شدن |
| ۳    | آ. افراد مبتلا به بیماری مزمن                                                                       | آ۳                                           | افراد ۱۸–۲۹ ساله                             | در حال واکسینه‌شدن |
| ۳    | ب. گروه‌های دیگر                                                                                     | ب۱                                           | افراد ۴۵–۴۹ ساله                             | در حال واکسینه‌شدن |
| ۳    | ب. گروه‌های دیگر                                                                                     | ب۲                                           | افراد ۴۰–۴۴ ساله                             | در حال واکسینه‌شدن |
| ۳    | ب. گروه‌های دیگر                                                                                     | ب۳                                           | افراد ۳۵–۳۹ ساله                             | در حال واکسینه‌شدن |
| ۳    | ب. گروه‌های دیگر                                                                                     | ب۴                                           | افراد ۳۰–۳۴ ساله                             | در حال واکسینه‌شدن |
| ۳    | ب. گروه‌های دیگر                                                                                     | ب۵                                           | افراد ۲۵–۲۹ ساله                             | در حال واکسینه‌شدن |
| ۳    | ب. گروه‌های دیگر                                                                                     | ب۶                                           | افراد ۱۸–۲۴ ساله                             | در حال واکسینه‌شدن |
| ۳    | ب. گروه‌های دیگر                                                                                     | ب۷                                           | افراد ۱۶–۱۷ ساله                             | در حال واکسینه‌شدن |
| ۴    | کسانی که در زمان واکسیناسیون واکسینه نشده‌اند                                                        | کسانی که در زمان واکسیناسیون واکسینه نشده‌اند | کسانی که در زمان واکسیناسیون واکسینه نشده‌اند | واکسینه می‌شوند    |